# DENZAI
DENZAI株式会社（でんざい）は、東京都港区に本社を構える企業。

## 概要
北海道室蘭市で創業したクレーン・特殊車両などリースを行ってきた株式会社電材重機を基に構成されたDENZAIグループの中間管理会社である。
日本全国にグループ会社11社（2025年5月現在）、海外に海外本社・子会社14社を有している。現在は、クレーンリースのみならず、日本企業初の台湾での洋上風力発電事業に参画するなど、洋上風力発電関連事業も展開している。

## 沿革
- 1972年 - 株式会社電材重機を北海道室蘭市で設立。
- 2013年 - 株式会社関東重機（現・DENZAI E&C株式会社）を買収。
- 2017年 - バングラデシュへ進出。
- 2018年 - 電材バングラデシュ、台湾電才科技股份有限公司を設立。
- 2019年 - 電材デンマークA/Sを設立。台湾で洋上風力発電工事を受注。
- 2020年 - シンガポールのホアチョンホールディングスを買収[3]。DENZAI International Projects Co.,Ltd、DENZAI Vietnam Corporation、DENZAI International Holdings Pte. Ltd.を設立。連結売上高100億円を達成。
- 2021年 - 株式会社川端重機興業、有限会社鹿島クレーンを完全子会社化[4]。インド・ニューデリーに、DENZAI Technologies India Pvt. Ltd.を設立。韓国・ソウルに、研究開発センター「DENZAI Korea R&D Center」を開設。
- 2022年 - 創業50周年を迎え、本社を品川グランドセントラルタワーに移転。ベトナムにオフィスを開設。陸上、洋上風力発電向け状態監視及び予知保全システム開発拠点「川崎コントロールセンター」の稼働開始[5]。澤田運輸建設株式会社を完全子会社化する。[6]。イトウ重機工業株式会社と資本業務提携し、子会社化する。[7]
- 2023年 - DENZAI海外本社をシンガポールに竣工[8]、DENZAI Arabia Co. Ltd.をUAEドバイに設立。中島運輸機工株式会社を完全子会社化する。[9]アメリカ合衆国、グアムにDENZAI America Inc.を設立[10][11]。
- 2024年 - 国内最大級の2500tクローラークレーンを導入[12]。くろがね運輸機工株式会社を完全子会社化する[13]。大栄建設機工株式会社を完全子会社化する[14]。
- 2025年 - ウクライナ・キーウにDENZAI Ukraine LLCを設立[15]。

## 事業所

### 本社
- 東京都港区港南二丁目16番4号 品川グランドセントラルタワー

### グループ会社
- 株式会社電材重機
- DENZAI E&C株式会社
- 株式会社電材運輸
- 株式会社電材ロジスティクス
- 株式会社川端重機興業
- 株式会社鹿島クレーン
- 澤田運輸建設株式会社
- イトウ重機工業株式会社
- 中島運輸機工株式会社
- 大栄建設機工株式会社
- くろがね運輸機工株式会社

### 海外グループ会社
- DENZAI International Holdings Pte. Ltd.
- DENZAI Huationg Logistics Pte. Ltd.
- DENZAI Huationg Pte. Ltd.
- DENZAI Huationg Resources Pte. Ltd.
- DENZAI Taiwan Corporation
- DENZAI Bangladesh Ltd.
- DENZAI Vietnam Corporation
- DENZAI International Projects Co.,Ltd
- DENZAI Technologies India Pvt. Ltd.
- DENZAI(Thailand)Co.,Ltd
- DENZAI Philippines Inc.
- DENZAI Arabia Co.Ltd
- DENZAI America Inc.
- DENZAI Ukraine LLC